# Liste des évêques de Bismarck
La liste des évêques de Bismark recense les noms des évêques qui se sont succédé sur le siège épiscopal de Bismarck, dans le Dakota du Nord, aux États-Unis, depuis la création du diocèse de Bismarck (Dioecesis Bismarckiensis) le 31 décembre 1909, par détachement de celui de Fargo.

## Évêques
- 9 avril 1910-11 décembre 1939 : Vincent Wehrle (John Baptist Vincent de Paul Wehrle)
- 19 mars 1940-† 10 novembre 1951 : Vincent Ryan (Vincent James Ryan)
- 23 janvier 1952-27 novembre 1956 : Lambert Hoch (Lambert Anthony Hoch)
- 29 décembre 1956-28 juin 1982 : Hilary Hacker (Hilary Baumann Hacker)
- 28 juin 1982-9 mai 1995 : John Kinney (John Francis Kinney)
- 9 mai 1995-31 décembre 1996 : siège vacant
- 31 décembre 1996-19 octobre 2011 : Paul Zipfel (Paul Albert Zipfel)
- depuis le 19 octobre 2011 : David Kagan (en) (David Dennis Kagan)

## Sources
- (en) Diocese of Bismarck, Catholic-Hierarchy